# Département de Río Chico (Santa Cruz)
Pour les articles homonymes, voir Río Chico.
Le département de Río Chico (en français : Petite Rivière) est un des sept départements de la province de Santa Cruz en Argentine. Sa capitale est la ville de Gobernador Gregores. 

C'est sur son territoire qu'est situé le parc national Perito Moreno.
Le département a une superficie de 34 262 km2. Sa population s'élevait à 2 926 habitants au recensement de 2001, en hausse de 10,4 % par rapport au chiffre de 1991 (source : INDEC).

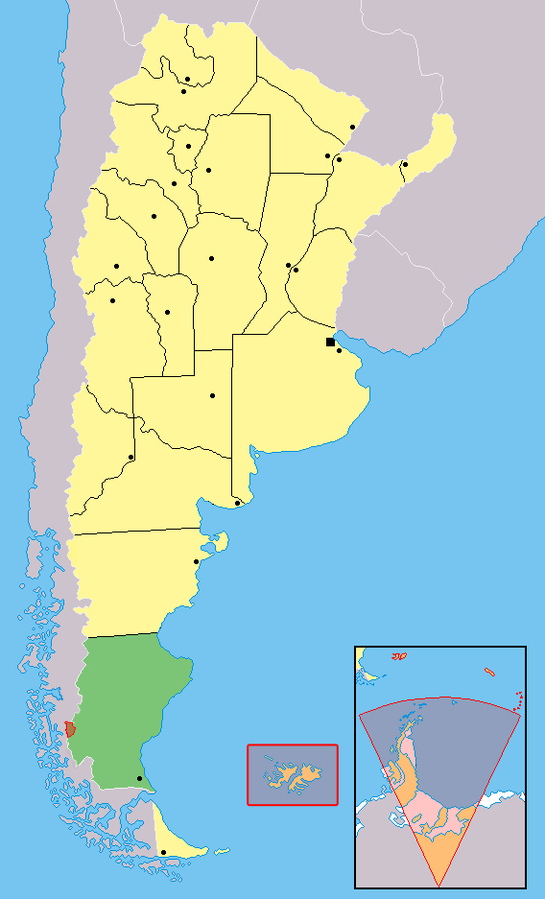
Localisation de la province de Santa Cruz en Argentine

## Villes et localités
- Bajo Caracoles
- Gobernador Gregores, chef-lieu
- Lago Posadas
- Las Horquetas
- Río Olnie